# Isla Fair
Fair Isle (del antiguo nórdico, Frjóey) es una isla de Escocia, localizada aproximadamente a medio camino entre Shetland y las Orcadas. La isla mide 4,8 km de largo y 2,4 de ancho, ocupando una superficie total de 5,61 km². La isla, ocupada desde la Edad de Bronce, alberga una población de 70 habitantes.
El 20 de agosto de 1588, el buque insignia de la Armada española El Gran Grifón colisionó en la cueva de Stroms Heelor, viéndose forzados sus 300 marineros a convivir seis semanas con los isleños.
En ella viven unas 50 personas y dispone de un aeropuerto. 
El Aeropuerto de Isla Fair  sirve a la isla con vuelos al Aeropuerto de Tingwall (cerca de Lerwick), al Aeropuerto de Kirkwall y semanalmente a Sumburgh.

## Clima
| Parámetros climáticos promedio de Isla Fair (1981-2010) | Parámetros climáticos promedio de Isla Fair (1981-2010) | Parámetros climáticos promedio de Isla Fair (1981-2010) | Parámetros climáticos promedio de Isla Fair (1981-2010) | Parámetros climáticos promedio de Isla Fair (1981-2010) | Parámetros climáticos promedio de Isla Fair (1981-2010) | Parámetros climáticos promedio de Isla Fair (1981-2010) | Parámetros climáticos promedio de Isla Fair (1981-2010) | Parámetros climáticos promedio de Isla Fair (1981-2010) | Parámetros climáticos promedio de Isla Fair (1981-2010) | Parámetros climáticos promedio de Isla Fair (1981-2010) | Parámetros climáticos promedio de Isla Fair (1981-2010) | Parámetros climáticos promedio de Isla Fair (1981-2010) | Parámetros climáticos promedio de Isla Fair (1981-2010) |
| Mes                                                     | Ene.                                                    | Feb.                                                    | Mar.                                                    | Abr.                                                    | May.                                                    | Jun.                                                    | Jul.                                                    | Ago.                                                    | Sep.                                                    | Oct.                                                    | Nov.                                                    | Dic.                                                    | Anual                                                   |
| ------------------------------------------------------- | ------------------------------------------------------- | ------------------------------------------------------- | ------------------------------------------------------- | ------------------------------------------------------- | ------------------------------------------------------- | ------------------------------------------------------- | ------------------------------------------------------- | ------------------------------------------------------- | ------------------------------------------------------- | ------------------------------------------------------- | ------------------------------------------------------- | ------------------------------------------------------- | ------------------------------------------------------- |
| Temp. máx. abs. (°C)                                    | 11.1                                                    | 10.5                                                    | 13.9                                                    | 12.2                                                    | 17.7                                                    | 18.0                                                    | 30.0                                                    | 20.2                                                    | 18.0                                                    | 15.5                                                    | 13.1                                                    | 11.5                                                    | 30.0                                                    |
| Temp. máx. media (°C)                                   | 6.7                                                     | 6.1                                                     | 6.7                                                     | 7.9                                                     | 9.9                                                     | 11.9                                                    | 13.7                                                    | 14.1                                                    | 12.8                                                    | 10.7                                                    | 8.7                                                     | 7.2                                                     | 9.7                                                     |
| Temp. media (°C)                                        | 4.9                                                     | 4.4                                                     | 4.9                                                     | 6.1                                                     | 8.0                                                     | 10.0                                                    | 11.9                                                    | 12.4                                                    | 11.1                                                    | 9.1                                                     | 7.0                                                     | 5.4                                                     | 7.9                                                     |
| Temp. mín. media (°C)                                   | 3.1                                                     | 2.6                                                     | 3.0                                                     | 4.2                                                     | 6.0                                                     | 8.1                                                     | 10.1                                                    | 10.6                                                    | 9.4                                                     | 7.5                                                     | 5.2                                                     | 3.6                                                     | 6.1                                                     |
| Temp. mín. abs. (°C)                                    | -4.5                                                    | -5.6                                                    | -5.0                                                    | -4.1                                                    | -1.6                                                    | 1.5                                                     | 4.2                                                     | 4.4                                                     | 1.4                                                     | -0.9                                                    | -3.4                                                    | -4.5                                                    | -5.6                                                    |
| Precipitación total (mm)                                | 101.9                                                   | 81.7                                                    | 85.6                                                    | 51.0                                                    | 41.7                                                    | 45.9                                                    | 54.9                                                    | 70.3                                                    | 83.6                                                    | 116.0                                                   | 113.5                                                   | 100.6                                                   | 946.7                                                   |
| Días de precipitaciones (≥ 1.0 mm)                      | 19.5                                                    | 15.9                                                    | 17.3                                                    | 12.1                                                    | 9.2                                                     | 8.3                                                     | 10.4                                                    | 12.2                                                    | 14.9                                                    | 18.8                                                    | 19.3                                                    | 18.9                                                    | 176.8                                                   |
| Horas de sol                                            | 29.4                                                    | 60.5                                                    | 105.8                                                   | 149.7                                                   | 210.6                                                   | 173.3                                                   | 144.7                                                   | 151.1                                                   | 115.6                                                   | 76.9                                                    | 38.0                                                    | 20.6                                                    | 1276.3                                                  |
| Fuente n.º 1: Met Office                                |                                                         |                                                         |                                                         |                                                         |                                                         |                                                         |                                                         |                                                         |                                                         |                                                         |                                                         |                                                         |                                                         |
| Fuente n.º 2: Tutiempo                                  |                                                         |                                                         |                                                         |                                                         |                                                         |                                                         |                                                         |                                                         |                                                         |                                                         |                                                         |                                                         |                                                         |